# 浜田治貴
浜田 治貴（はまだ はるき、1961年8月15日 - ）は、日本の俳優、ナレーター。本名および旧芸名は浜田 治希（読みは同じ）。
高知県出身。高知高校・日本体育大学卒業。アトミックモンキー所属。身長178cm。

## 来歴
大学在学中に文学座演劇研究所を経て、大学卒業後にこまつ座に入団する。演劇活動を経て、1985年に『電撃戦隊チェンジマン』の主演の剣飛竜 / チェンジドラゴン役に抜擢される。その後もドラマなどに出演。
2000年に活動をナレーションに移行する。ナレーターへの移行は、同期の俳優たちが声優として活躍していたことに刺激され、自分の仕事の幅を広げたいという意識からだった。

## 人物
趣味は映画、音楽鑑賞。特技は野球で、中学から大学時代の途中まで野球部に在籍していた。俳優を目指すきっかけは、大学時代に野球部を辞めた際に野球以外に打ち込めるものを模索していた時、自分にとってやりがいのある仕事として俳優を選んだ。

### 『電撃戦隊チェンジマン』関連
出演経緯は知人のマネージャーからの紹介で、他のメンバーは数回オーディションが行われたのに対し、浜田は面接1回で合格した。
撮影の合間には、チェンジドラゴンのスーツアクターである新堀和男たちと野球することが楽しみで、新堀は浜田の野球フォームは格好良かったと述べている。一方、浜田自身は野球経験者だったのに格好悪いと言われるとシャレにならないので、気を遣っていたという。
共演した和泉史郎は、メンバーの中では浜田がもっとも演技の経験を持っていたが「のんびり屋」であったため、実際には疾風翔 / チェンジグリフォン役の河合宏が引っ張る役割になっていたと証言している。

## 出演

### テレビドラマ
- ドラマ人間模様 / 新・事件 断崖の眺め 第5話（1984年12月15日、NHK）
- スーパー戦隊シリーズ（テレビ朝日）
  - 電撃戦隊チェンジマン（1985年2月2日 - 1986年2月22日） - 主演・剣飛竜 / チェンジドラゴン 役
  - 鳥人戦隊ジェットマン 第38話「いきなりハンマー」（1991年11月1日） -  柳 役
- 月曜ドラマランド / ぺぱ〜みんと・エイジ（1987年、フジテレビ）
- 火曜サスペンス劇場 / 虹色の殺人（1988年、日本テレビ）
- いつも誰かに恋してるッ  第6話「最もアブナゲな三角関係」（1990年、フジテレビ）
- ドラマ10 / 熱きまなざし（1990年、NHK）
- はぐれ刑事純情派III  第25話「南房総恋唄綴り・安浦刑事の初仲人」（1990年、テレビ朝日）
- 刑事貴族 第17話「熱い街から来た刑事」（1990年10月12日、日本テレビ） - 新郎 役
- 旅情サスペンス / 見知らぬ鍵（1991年、関西テレビ）
- 金曜ドラマシアター / 悪霊島（1991年、フジテレビ）
- 大河ドラマ / 花の乱（1994年、NHK） - 桃井民部大輔 役

### 映画
- 電撃戦隊チェンジマン（1985年、東映）主演・剣飛竜 / チェンジドラゴン 役
  - 電撃戦隊チェンジマン
  - 電撃戦隊チェンジマン2 シャトルベース! 危機一髪!
- イマジン・デイ・ドリーム（1997年、東宝）

### 舞台
- 女の一生（1984年、文学座）
- 早春スケッチブック（1984年、地人会）
- 美しきものの伝説（1984年、地人会）
- 迷路 ダマシのテクニック（1987年、ディアイーラカンパニー） 主演
- BAD BOYS BAD GIRLS（1987年、ディアイーラカンパニー）
- ぺんぺんぺん（草薙幸二郎プロデュース）
- 高校野球殺人事件（劇団サハラ）
- 高校野球殺人事件フォーエバー（劇団サハラ）

### ナレーション

#### テレビ番組
日本テレビ系
- ニュースプラス1
- ダウンタウンのガキの使いやあらへんで!

TBS系
- ブラマヨ衝撃ファイル 世界のコワ〜イ女たち
- 不思議探求バラエティー ザ・世界ワンダーX
- 地球感動配達人 走れ!ポストマン（毎日放送制作）
- ヤバイよ!怪奇探偵団
- ザ・世界ワンダーX
- 実録!THEスパイ!!
- 林先生が驚く初耳学!

フジテレビ系
- 全日本選抜柔道体重別選手権

テレビ朝日系
- スーパーJチャンネル
- 2010 FIFAワールドカップ関連各種番組におけるナレーション

テレビ東京系
- 巨大魚を追え! ニッポンの凄腕漁師
- 津軽海峡〜沖縄、250キロの巨大マグロ
- 日曜ビッグバラエティ
  - 「にっぽんの漁師、家族物語」
  - 「巨大マグロ戦争 洋上の激闘2010」

- ハケンOLは見た!
- 激録・警察密着24時!!

その他
- LIXIL presents ANTLERS REPORT（スカパー!）

#### CM
- ソースネクスト SPACE ADVENTURE COBRA魂打
- ソースネクスト「特打・特打式」シリーズ